# Svein Enersen
Svein Enersen (12 febbraio 1968) è un ex calciatore norvegese, di ruolo difensore.

## Carriera

### Club
Enersen cominciò la carriera con la maglia del Viking. Esordì nella 1. divisjon il 27 aprile 1985, nella sconfitta per 3-2 sul campo dello Start. Nel 1988 passò al Vidar, per poi accordarsi con il Moss. Dal 1992 al 1993, fu in forza al Bryne. Nel 1994 giocò per il Kongsvinger, debuttando con questa casacca il 17 aprile, nel pareggio per 1-1 in casa del Bodø/Glimt. Nel 1995 fu ancora al Bryne, per poi passare allo Start nel 1996. Tornò al Bryne nel 1997.

### Nazionale
Enersen conta 2 presenze per la Norvegia under 21. Esordì il 3 giugno 1986, nel pareggio per 3-3 contro la Romania under 21.